# Mike Smith (gitarzysta)
Mike Smith (ur. 11 października 1973 w Middle River w stanie Maryland w USA), muzyk rockowy, były gitarzysta zespołów Limp Bizkit i Snot. Obecnie wokalista i gitarzysta zespołu Evolver.

## Dyskografia
- Rumbledog – Drowning Pool (1995)[2]
- Burning Orange – Thirteen (1997)[3]
- theStart – Shakedown! (2001)[4]
- Limp Bizkit – Results May Vary (2003)[5]